# 랜스

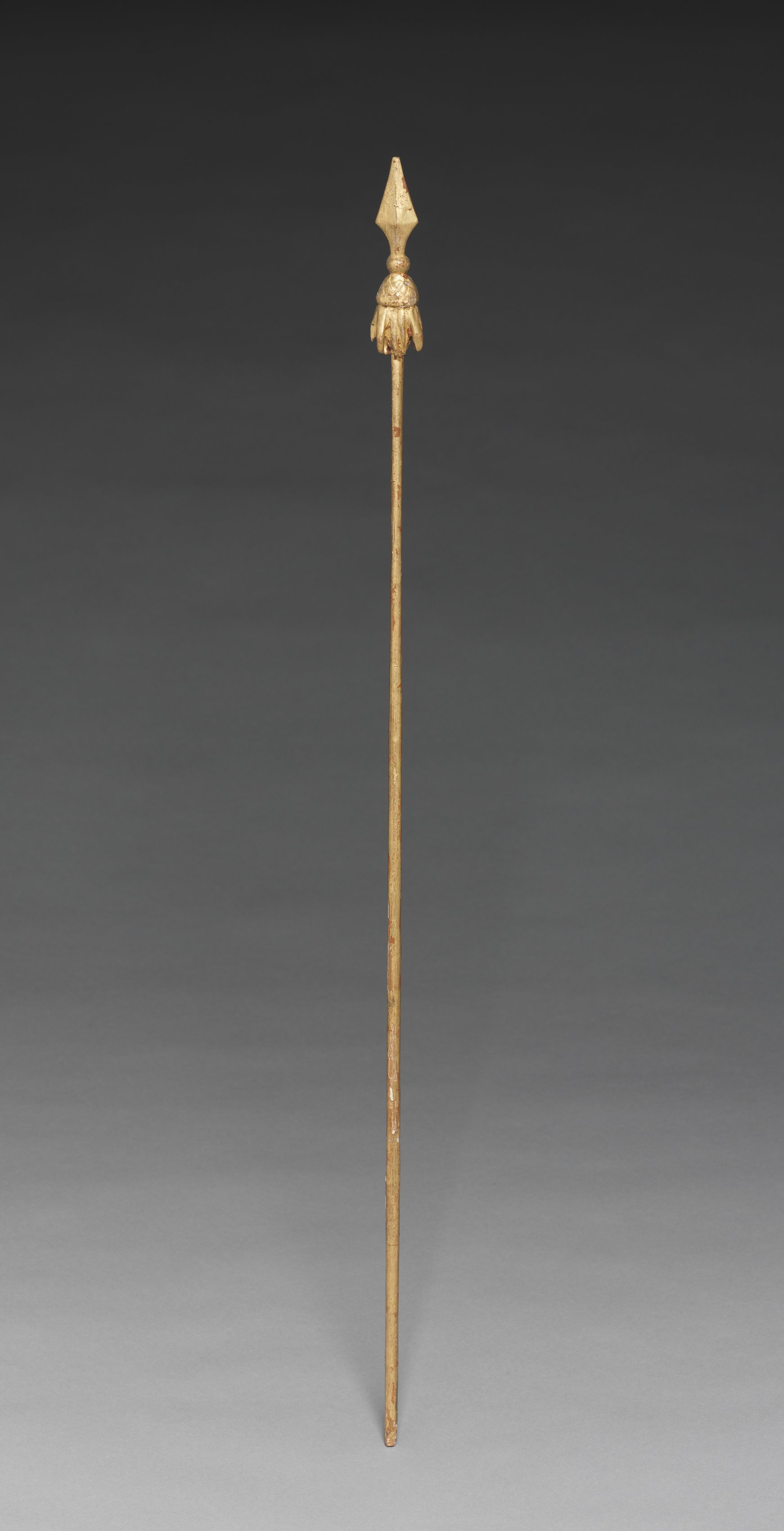

랜스(lance), 삭(矟), 마삭(馬矟)은 기병들이 사용하는 장병무기의 일종이다.
모양은 다양하지만 삼각의 송곳이 달려 있고, 쥐는 부분이 가늘지만 손잡이의 뿌리 부분을 향해 손잡이가 다시 굵고 길어지는 모양으로 되어 있다. 이것은 손잡이의 끝부분을 무겁게 함으로써 들고 섰을 때 균형을 유지하게 한다. 전체 길이는 3.6~4.2m 가량이고 무게는 3.5~4kg이다.
중세에 전쟁이 없었던 시기에는 기사들이 실력을 겨루고 명예를 지키기 위해 토너먼트라고 불리는 군사 연습을 했다. 그 중에서 기사가 서로 마주보고 맞붙은 개인전을 주스트(joust ; 마상 창시합)라고 한다. 이것은 토너먼트라고 부르는 중세 기사들의 최대 행사였다.

## 역사와 세부내용
랜스는 라틴어로 '가벼운 창'이란 의미인 '랜시아(lancea)'가 어원이며 프랑스 고어인 '런스(launce)'를 거쳐 랜스라는 이름이 되었다. 현재 랜스는 기병이 사용했던 창을 일컫지만, 그 어원인 랜시아 자체는 6세기경 프랑스에서 사용했으며 기병뿐만 아니라 보병들도 사용했다. 그리고 7세기가 흐른 13세기 영국의 문헌에서 랜스가 등장했다. 하지만 본격적인 기병용 랜스는 그로부터 3세기가 지난 16세기에 등장했으며 이 시기에는 기병이 사용하는 창으로 쓰이게 되었다.
전형적인 랜스는 삼각 송곳 같은 모양이며, 곳에 따라 '뱀플레이트'라고 불리는, 잡는 손을 보호하는 커다란 갓 모양의 키용이 있었다. 창 모양의 랜스는 전쟁에 사용되었고 중세 기사들이 많이 했던 군사 연습의 하나인 토너먼트에서는 코로널이라는 세 개의 날이 달린 왕관 모양의 것을 사용하기도 했다. 군사 연습이 목적일 때는 삼각 송곳이거나 날이 없는 금속제의 컵인 것도 있었다.
총기의 사용이 늘어나 기병도 총을 주로 쓰게 되고, 보병의 파이크가 주력무기가 되면서 서유럽에서는 전통적인 랜스사용의 중장기병은 점차 퇴조했지만, 동유럽, 특히 폴란드의 윙드 후사르는 보다 길어지고 가늘어진 랜스로 맹위를 떨쳤다. 이들은 오스만 제국이나 러시아, 스웨덴 등과 접전을 벌일 때 적합했고, 17세기에 큰 활약을 할 수 있었다.